# Il mondo che verrà
Il mondo che verrà  è un programma televisivo di LA7 in onda dall'11 al 25 ottobre 2011 e condotto da Natascha Lusenti, con la partecipazione di Romano Prodi.
Tema portante del programma è la crisi economica e alimentare, l'espansione demografica e il futuro delle risorse energetiche.
Lo studio è stato allestito nella sala dello Stabat Mater, all'interno della biblioteca comunale dell'Archiginnasio di Bologna.
Il programma è composto da 3 puntate:
1. 11/10/2011 - Sfida dei continenti.
2. 18/10/2011 - La Disuguaglianza.
3. 25/10/2011 - La paura.